# Campeonato Europeo de Halterofilia de 2017
El XCVI Campeonato Europeo de Halterofilia se celebró en Split (Croacia) entre el 2 y el 8 de abril de 2017 bajo la organización de la Federación Europea de Halterofilia (EWF) y la Federación Croata de Halterofilia.
Las competiciones se realizaron en la Arena Gripe de la ciudad croata.

## Calendario
- Hora local de Croacia (UTC+2).

| Fecha      | Hora          | Evento    |
| ---------- | ------------- | --------- |
| 2 de abril | 11:30 – 13:30 | 48 kg F   |
| 2 de abril | 17:00 – 19:00 | 56 kg M   |
| 2 de abril | 20:00 – 22:00 | 62 kg M   |
| 3 de abril | 17:30 – 19:15 | 53 kg F   |
| 3 de abril | 20:00 – 22:00 | 58 kg F   |
| 4 de abril | 17:30 – 19:15 | 63 kg F   |
| 4 de abril | 20:00 – 22:00 | 69 kg M   |
| 5 de abril | 17:30 – 19:15 | 69 kg F   |
| 5 de abril | 20:00 – 22:00 | 77 kg M   |
| 6 de abril | 17:30 – 19:15 | 75 kg F   |
| 6 de abril | 20:00 – 22:00 | 85 kg M   |
| 7 de abril | 17:30 – 19:15 | 90 kg F   |
| 7 de abril | 20:00 – 22:00 | 94 kg M   |
| 8 de abril | 11:00 – 13:00 | 105 kg F  |
| 8 de abril | 14:30 – 16:15 | +90 kg M  |
| 8 de abril | 17:15 – 19:15 | +105 kg M |

## Medallistas

### Masculino
1. ↑  Descalificación por dopaje del medallista de plata, el moldavo Iuri Dudoglo.[2]
2. 1 2 3  Arrancada (kg) + dos tiempos (kg) = total olímpico (kg).

### Femenino
| Evento         | Oro                                           | Plata                                          | Bronce                                              |
| -------------- | --------------------------------------------- | ---------------------------------------------- | --------------------------------------------------- |
| 48 kg (02.04)  | Anaïs Michel Francia 80 + 100 = 180           | Monica Csengeri · Rumania · 85 + 94 = 179      | Elena Andrieș · Rumania · 75 + 89 = 164             |
| 53 kg (03.04)  | Joanna Łochowska · Polonia · 86 + 106 = 192   | Atenery Hernández · España · 86 + 105 = 191    | Liudmila Pankova · Bielorrusia · 83 + 106 = 189     |
| 58 kg (03.04)  | Natalia Jliostkina · Rusia · 95 + 119 = 214   | Rebeka Koha Letonia 95 + 118 = 213             | Mădălina Molie · Rumania · 94 + 114 = 208           |
| 63 kg (04.04)  | Loredana Toma · Rumania · 100 + 126 = 226     | Tatiana Aleyeva · Rusia · 98 + 125 = 223       | Tima Turiyeva · Rusia · 97 + 121 = 218              |
| 69 kg (05.04)  | Anastasiya Romanova · Rusia · 112 + 131 = 243 | Mariya Jlian · Ucrania · 99 + 126 = 225        | Anastasiya Mijalenka · Bielorrusia · 95 + 130 = 225 |
| 75 kg (06.04)  | Lidia Valentín · España · 115 + 137 = 252     | Mariya Vostrikova · Rusia · 113 + 125 = 238    | Sona Poghosian Armenia 101 + 126 = 227              |
| 90 kg (07.04)  | Diana Mstiyeva · Rusia · 109 + 132 = 241      | Valentyna Kisil · Ucrania · 110 + 130 = 240    | Tatev Hakobian Armenia 105 + 125 = 230              |
| +90 kg (08.04) | Tatiana Kashirina · Rusia · 137 + 180 = 317   | Anastasiya Lysenko · Ucrania · 120 + 152 = 277 | Krisztina Magát · Hungría · 104 + 130 = 234         |

1. 1 2 3

## Medallero
| Núm. | País        | Oro | Plata | Bronce | Total |
| ---- | ----------- | --- | ----- | ------ | ----- |
| 1    | Rusia       | 5   | 4     | 2      | 11    |
| 2    | Rumania     | 2   | 3     | 2      | 7     |
| 3    | Francia     | 2   | 0     | 0      | 2     |
| 4    | Ucrania     | 1   | 4     | 0      | 5     |
| 5    | Armenia     | 1   | 1     | 3      | 5     |
| 6    | España      | 1   | 1     | 0      | 2     |
| 6    | Turquía     | 1   | 1     | 0      | 2     |
| 8    | Polonia     | 1   | 0     | 3      | 4     |
| 9    | Georgia     | 1   | 0     | 0      | 1     |
| 9    | Italia      | 1   | 0     | 0      | 1     |
| 11   | Bulgaria    | 0   | 1     | 0      | 1     |
| 11   | Letonia     | 0   | 1     | 0      | 1     |
| 13   | Bielorrusia | 0   | 0     | 2      | 2     |
| 14   | Albania     | 0   | 0     | 1      | 1     |
| 14   | Alemania    | 0   | 0     | 1      | 1     |
| 14   | Hungría     | 0   | 0     | 1      | 1     |
| 14   | Lituania    | 0   | 0     | 1      | 1     |
|      | TOTAL       | 16  | 16    | 16     | 48    |